# Getúlio Vargas
Getúlio Dornelles Vargas (São Borja, 19 de abril de 1882-Río de Janeiro, 24 de agosto de 1954) fue un político brasileño dos veces presidente de la República de Brasil (1930-1934 en el Gobierno Provisorio; 1934-1937, en el gobierno constitucional; 1937–1945, en el Estado Novo; 1951-1954, presidente electo por voto directo).
Getúlio Vargas fue probablemente el más importante y polémico político brasileño del siglo XX, siendo que su influencia se extiende hasta la actualidad. Su herencia política es reclamada, al menos, por dos partidos actuales: el Partido Democrático Laborista (PDT) y el Partido Laborista Brasileño (PTB).
Se suicidó de un disparo al corazón, dentro de su cuarto en el Palacio de Catete, en Río de Janeiro, entonces capital del país.

## Biografía

### Orígenes y formación
Nacido en el interior del estado de Río Grande del Sur, en São Borja, hijo de Manuel do Nascimento Vargas y Cândida Dornelles Vargas. Cuando era joven alteró sus documentos para constar su año de nacimiento como 1883, lo que fue descubierto en la conmemoración del centenario de su nacimiento.
Getúlio Dornelles Vargas era parte de una familia gaucha originaria de las Azores, en su lado materno. Su padre era del estado de São Paulo y pertenecía a antiguas familias paulistas: entre sus ancestros, Amador Bueno, un paulista famoso del período colonial de Brasil. 
En primer lugar, intentó seguir la carrera militar, convirtiéndose en soldado de la guarnición de su municipio natal en 1898 y, en 1900, se matriculó en la Escuela Preparatoria y de Táctica de Rio Pardo, donde no participó mucho tiempo, ya que fue transferido a Porto Alegre, con el fin de terminar el servicio militar.
Realizó el curso secundario en Ouro Preto y se matriculó en la Facultad de Derecho de Porto Alegre en 1904, donde conoció al entonces cadete de la escuela militar Eurico Gaspar Dutra. Se graduó en Derecho en 1907. Trabajó inicialmente como promotor junto al fórum de Porto Alegre, pero tiempo después decidió volver a São Borja, para ejercer la abogacía.

## Carrera política

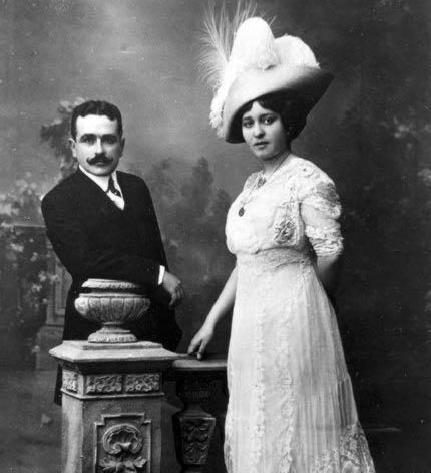
Con su esposa Darcy Sarmanho Vargas en una fotografía de 1911.

En 1909 fue elegido diputado estatal, siendo reelegido en 1913. Al poco tiempo renunció, en desacuerdo por las actitudes tomadas por el entonces presidente de Río Grande del Sur, Borges de Medeiros, durante la elección. Sin embargo, retornó a la Asamblea Legislativa estatal en 1917, y fue nuevamente elegido en 1921.

### Cámara de Diputados
En 1923, fue elegido diputado federal por el Partido Republicano Riograndense (PRR), en sustitución de Rafael Cabeda. Pronto se convirtió en líder de los diputados de Río Grande del Sur en la Cámara Legislativa, en Río de Janeiro. Completó el mandato de Rafael Cabeda y fue nuevamente electo diputado federal en la legislatura de 1924 a 1926, dirigiendo la bancada gaucha en la Câmara dos Deputados. En 1924, apoyó el envío de tropas gauchas al Estado de São Paulo, en apoyo al gobierno de Artur Bernardes contra la Revolta Paulista de 1924. En un discurso en la Câmara dos Deputados, Vargas criticó las revueltas, alegando que: "¡Ya llegó el fin de la era de los amotinamientos en los cuarteles y de los esfuerzos caudillezcos, viniesen de donde vinieren!" (en portugués: Já passou a época dos motins de quartéis e das empreitadas caudilhescas, venham de onde vierem!)

### Ministerio de Hacienda
Asumió el Ministerio de Hacienda el 15 de noviembre de 1926, en el gobierno de Washington Luís, implantando en este período la reforma monetaria y cambiaria, a través del “decreto nº 5.108”. El 17 de diciembre de 1927 dejó su cargo de ministro para presentarse y vencer en las elecciones a la presidencia (actualmente el cargo recibe el nombre de gobernador) de Río Grande del Sur (mandato 1928-1933), llevando en su lista como vicepresidente a João Neves da Fontoura.
Cuando Vargas dejó el ministerio, el presidente Washington Luís pronunció un largo discurso, elogiando la competencia y la dedicación al trabajo de Getúlio Vargas, con palabras como: "A honestidade de vossos propósitos, a probidade de vossa conduta, a retidão de vossos desígnios, fazem esperar que, de vossa parte e de vosso governo, o Rio Grande do Sul continuará a prosperar, moral, intelectual e materialmente".

### Presidencia de Río Grande del Sur
Su elección como presidente de Río Grande del Sur cerró un período de treinta largos años de gobierno de Borges de Medeiros en el estado. Vargas asumió el cargo el 25 de enero de 1928, ejerciéndolo hasta el 9 de octubre de 1930. Glauco Carneiro, en el libro "Lusardo, o Último Caudilho", hablaba así del fin de la "Era Borges de Medeiros" y de la victoria de Getúlio Vargas, como candidato de la conciliación entre el PRR y el Partido Libertador: 

"Elegia-se, Getúlio Vargas, como candidato da 'conciliação', presidente do Rio Grande do Sul. Em 25 de janeiro de 1928, ao completar trinta anos de domínio do sistema governamental gaucho, Borges de Medeiros passava o cargo e encerrava sua carreira de ditador da política republicana".
Glauco Carneiro.

Durante su mandato, inició un fuerte movimiento de oposición al gobierno federal, exigiendo el fin de la corrupción electoral a través de la implementación del voto secreto y universal, aunque mantuvo buenas las relaciones con el presidente Washington Luís, consiguiendo varios beneficios para Río Grande del Sur. Creó el Banco del Estado de Río Grande del Sur, apoyó la creación de VARIG (Viação Aérea Rio Grandense) y unió a los partidos políticos de su estado (el PRR y el Partido Libertador), antes, eternamente rivales.

## Revolución de 1930
En la República Velha (1889-1930), estaba en marcha en el Brasil la llamada "política del café com leite", en la que se alternaban en el poder los políticos de São Paulo y Minas Gerais. Por eso, a comienzos de 1929, Washington Luís seleccionó al Presidente de São Paulo, Júlio Prestes, como su próximo sucesor, lo que fue apoyado por los presidentes de los 18 estados. Solamente tres estados negaron el apoyo a Júlio Prestes: Minas Gerais, Río Grande del Sur y Paraíba (la bandera de Paraíba lleva consigo la palabra NÉGO).
Los políticos de Minas Gerais quedaron insatisfechos con la selección de Júlio Prestes, ya que esperaban que Ribeiro de Andrada gobernara aquel estado, como indicaba la "política del café con leche". Como resultado de la ruptura, esta política llegó a su fin y se inició la articulación de un frente opositor al intento del presidente.
Minas Gerais, Río Grande del Sur y Paraíba se unieron a políticos de oposición de diferentes estados, inclusive el Partido Democrático de São Paulo, para frenar la candidatura de Júlio Prestes. Formaron, en agosto de 1929, la Alianza Liberal, que fue lanzada el 20 de septiembre de ese mismo año y Getúlio Vargas y João Pessoa (Presidente de Paraíba) concurrieron como candidatos a las elecciones presidenciales.
La candidatura y el programa de la Alianza Liberal contaron con el apoyo, además de los estados citados, de partidos de oposición en varios estados, inclusive el Partido Democrático en São Paulo, y también miembros de las llamadas clases medias de la sociedad brasileña y por hombres del "Tenentismo", como Siqueira Campos, João Alberto Lins de Barros, Juárez Távora y Miguel Costa..
Las elecciones fueron realizadas el 1 de marzo de 1930 y dieron la victoria a Júlio Prestes. La Alianza Liberal se rehusó a aceptar la validez de las elecciones, alegando que la victoria de Júlio Prestes era un fraude electoral. Además de eso, los diputados electos en estados donde la Alianza Liberal consiguió la victoria, no tuvieron el reconocimiento de sus mandatos. A partir de ahí, se inició una conspiración, con base en Río Grande del Sur y en Minas Gerais.
El 26 de julio de 1930, João Pessoa fue asesinado por João Dantas en Recife, por cuestiones políticas y de orden personal, sirviendo como detonante para la movilización armada iniciada en Río Grande del Sur, el 3 de octubre. El 10, Getúlio Vargas partió, por ferrocarril, rumbo a la capital federal (entonces, Río de Janeiro).
Se temía que una gran batalla ocurriría en Itararé (São Paulo, en el límite con Paraná), donde las tropas del gobierno federal estaban acampadas para detener el avance de los hombres de Getúlio Vargas. La batalla no ocurrió, ya que los generales Tasso Fragoso y João de Deus Mena Barreto y el almirante Isaías de Noronha depusieron a Washington Luís, el 24 de octubre y formaron una junta de gobierno.

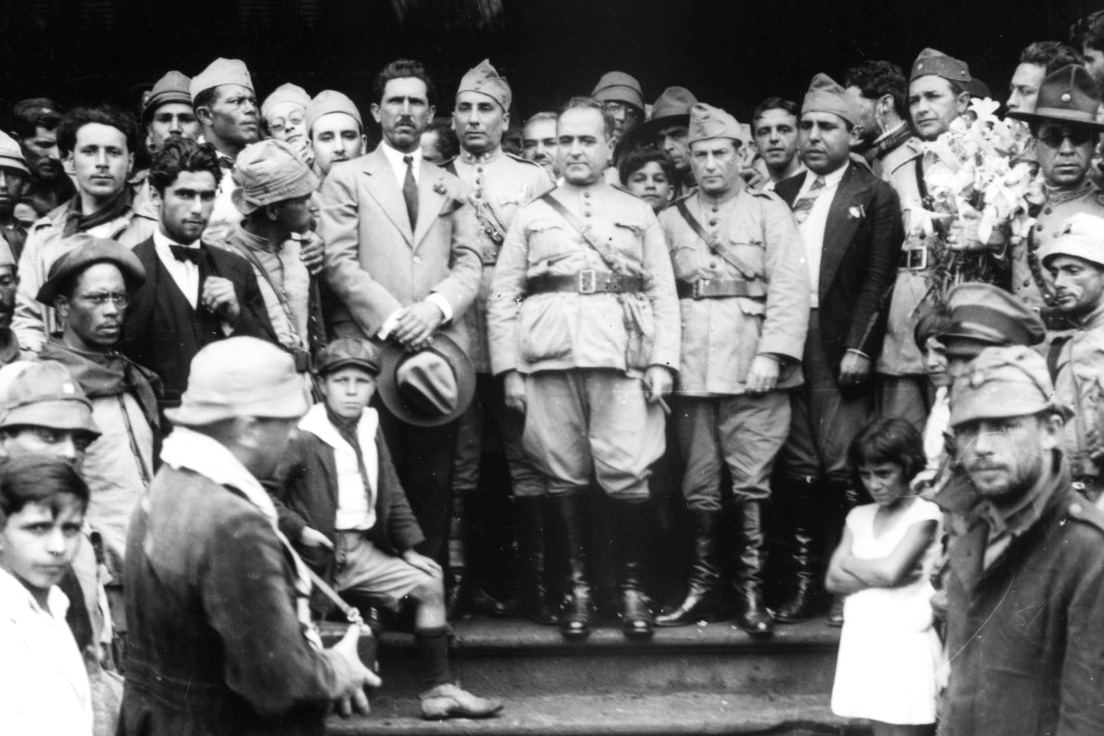
Getulio Vargas y otros líderes de la revolución de 1930, en Itararé, poco después del derrocamiento de Washington Luís.

La junta de gobierno llamó luego a Getúlio Vargas para ejercer el mando presidencial. Getúlio Vargas asumió la jefatura del "gobierno provisorio" el 3 de noviembre de 1930, fecha que marca el fin de la denominada República Velha.

## El Gobierno provisional (1930-1934)

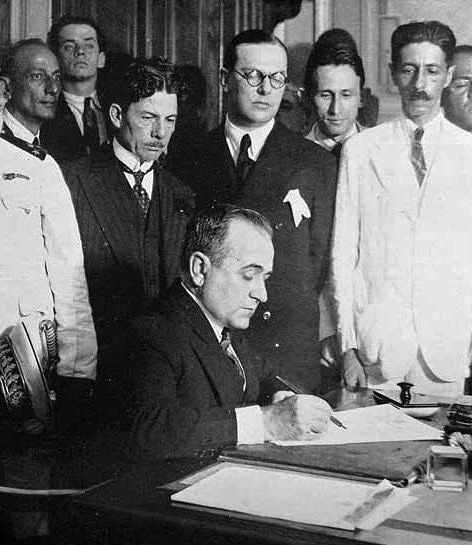
Getúlio Vargas nombrando los ministros de su gobierno, el 3 de noviembre de 1930.

El 3 de noviembre de 1930, la junta militar pasó el poder a Getúlio Vargas y este se convirtió en Jefe del Gobierno Provisorio con amplios poderes. La constitución de 1891 fue anulada por Vargas, y se gobernó a través de decretos.
Hubo en el inicio una especie de comando revolucionario llamado "Gabinete Negro", pero luego Getúlio Vargas consiguió librarse de la influencia de los tenientes y gobernar solo con un ministerio.
Nombró a interventores para los gobiernos estaduales, en la mayoría de los casos tenientes que participaron de la Revolución de 1930. Creó el Ministerio de Trabajo, Industria y Comercio y el Ministerio de Educación y Salud; dio amnistía a los revolucionarios de la revolución de 1924 y de la Columna Prestes.
Durante ese período, Getúlio Vargas dio inicio a las promesas de la Alianza Liberal y la modernización del Estado. Creó el código de las aguas, propaganda comercial en las radios.
El 19 de marzo de 1931, fue creada la Ley de Sindicalización, volviendo obligatoria la aprobación de los estatutos de los sindicatos por el Ministerio de Trabajo.

### La revolución de 1932
El 9 de julio de 1932, surgió la Revolución Constitucionalista de 1932 en el Estado de São Paulo. El Partido Republicano Paulista y el Partido Democrático de São Paulo, que antes apoyaron la revolución de 1930, se unieron en un Frente Único para exigir el fin de la dictadura del "Gobierno Provisorio" y una nueva Constitución.
Un gran contingente de voluntarios civiles y militares desencadenaron una lucha armada con el Gobierno Provisorio, con el apoyo de políticos de otros estados como, Borges de Medeiros, Artur Bernardes y João Neves da Fontoura. Iniciado el 9 de julio, ese movimiento se extendió hasta el 2 de octubre de 1932, cuando fue derrotado militarmente.
La Revolución constitucionalista marcó el inicio del proceso de democratización. El 3 de mayo de 1933 fueron realizadas elecciones para la Asamblea Nacional Constituyente, y fue cuando las mujeres votaron por primera vez en el Brasil en elecciones nacionales. Cabe destacar que en esta Asamblea participó quien fuera electa la primera mujer diputada de Brasil, Carlota Pereira de Queirós, que curiosamente representaba al estado derrotado en 1930: São Paulo.
El 16 de julio de 1934 fue sancionada y aprobada una nueva Constitución, y ese mismo día, el Congreso Nacional eligió, por voto indirecto, a Getúlio Vargas como Presidente de la República.
La nueva Constitución estuvo inspirada en la Constitución de Weimar e incorporó nuevos aspectos a la vida económica, social y política vinculados a la nacionalización de recursos, establecimiento de la enseñanza pública, religiosa, gratuita y obligatoria y finalmente la institución del Servicio Militar Obligatorio.

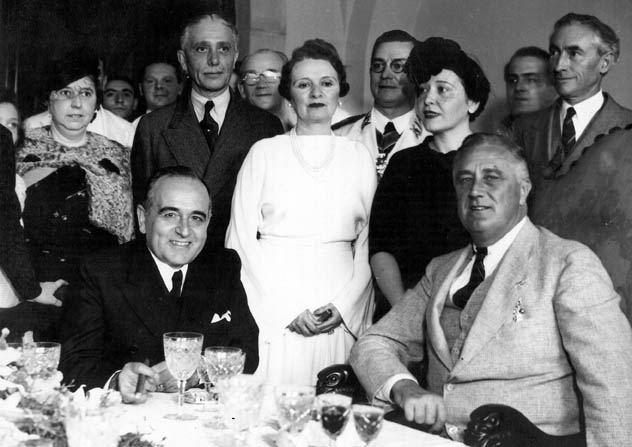
Vargas (izquierda) con el presidente de los EE. UU. Franklin D. Roosevelt (derecha), en Río de Janeiro, Brasil, 1936.

## Gobierno Constitucional (1934-1937)
Durante el período en que gobernó constitucionalmente el país, creció la actuación de la Acción Integralista Brasileña (AIB), de inspiración fascista, liderada por Plínio Salgado, y surgió la Alianza Nacional Libertadora (ANL), movimiento polarizado por el Partido Comunista Brasileño (PCB), pro Moscú.
El cierre del ANL, determinado por Getúlio Vargas, llevó a prisión a varios de sus partidarios, principalmente los que llevaron a cabo la Intentona Comunista del 27 de noviembre de 1935, movimiento ocurrido en las ciudades de Natal, Recife y Río de Janeiro. A partir de ahí, siguieron los "estado de sitio" y la inestabilidad política, que culminó en el Estado Novo.[cita requerida]

## Estado Novo (1937-1945)

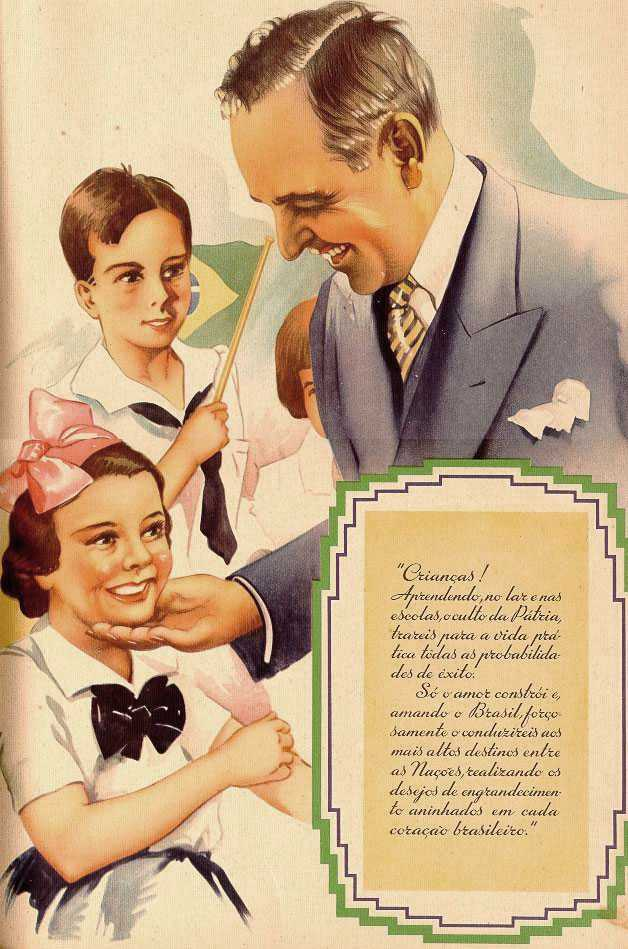
Propaganda del Estado Novo.

### El golpe de Estado de 1937
En 1937, cuando se esperaban las elecciones presidenciales de enero de 1938, el gobierno denunció la existencia de un plan comunista para tomar el poder, conocido como Plan Cohen, llevado a cabo en el propio interior del gobierno por el capitán Olympio Mourão Filho.
Con la conmoción causada por el Plan Cohen, en un clima inestable por el juicio de los participantes de la Intentona comunista, con los seguidos estados de sitio; y con una neutralización de sus principales adversarios (como el interventor de Río Grande del Sur, Flores da Cunha), fue que Getúlio Vargas sin resistencia dio un golpe militar e instauró el Estado Novo, el 10 de noviembre de 1937, que duró hasta el 29 de octubre de 1945.
Getúlio Vargas determinó el cierre del Congreso Nacional y creó una nueva constitución (redactada por el ministro de Justicia Francisco Campos), que le confería el control de los poderes Legislativo y Judicial. Al mes siguiente, firmó un decreto-ley que hacía desaparecer todos los partidos políticos, incluido la Acción Integralista Brasileña (AIB).
El 11 de mayo de 1938, los integralistas, insatisfechos con el cierre del AIB, invadieron el Palacio Guanabara, en un intento de deponer a Getúlio Vargas. Ese episodio fue conocido como Levante Integralista.

### Modernización del Estado, de las leyes y de la sociedad
Entre 1937 y 1945, durante el Estado Novo, Getúlio Vargas dio continuidad a la reestructuración del Estado y profesionalización del servicio público, creando el DASP (Departamento Administrativo del Servicio Público) y el IBGE. Abolió los impuestos en las fronteras interestaduales y creó el impuesto a la renta.
Se orientó cada vez más en la intervención estatal en la economía y en el nacionalismo económico, provocó un fuerte impulso en la industrialización. Adoptó la centralización administrativa como marca para crear una burocracia de estado fuerte, hasta entonces inexistente.
Fueron creados, en ese periodo, el Consejo Nacional del Petróleo (CNP) (posteriormente llamada Petrobrás, en 1951), la Compañía Siderúrgica Nacional (CSN), la Compañía Vale do Rio Doce, la Compañía Hidroeléctrica de São Francisco y la Fábrica Nacional de Motores (FNM), entre otros.
Editó, en 1941, el Código Penal y el Código Procesal, todos en vigor en la actualidad. En 1943, Getúlio Vargas creó la CLT (Consolidación de las Leyes del Trabajo), garantizando la estabilidad del empleo después de diez años de servicio, descanso semanal, la reglamentación del trabajo de menores, de la mujer, del trabajo nocturno y fijando la jornada laboral en ocho horas de servicio.

### La consolidación del poder
Una serie de medidas fueron necesarias para reprimir a las oposiciones, tales como la nominación de interventores para los Estados de estricta confianza y con buenas relaciones en sus Estados, la eliminación de los tenientes de 1930 de la fuerza política, la disciplina y profesionalización de las fuerzas armadas y la censura a los medios de comunicación realizada por el DIP (Departamento de Prensa y Propaganda). Ese órgano además era el encargado de difundir la ideología del Estado Novo, articulando la propaganda del gobierno y ejerciendo control sobre la Prensa.
Cabe resaltar que Vargas restableció una condecoración de la época imperial, ahora con el nombre de Orden de la Cruz del Sur.

### La Segunda Guerra Mundial y la caída en 1945
Si bien Vargas había inspirado parte de su conducción política en los regímenes fascistas que gobernaban Europa, con los primeros indicios de la Segunda Guerra Mundial, en 1939, Getúlio Vargas mantuvo una posición neutral hasta 1941 cuando, durante la Conferencia de los países sudamericanos en Río de Janeiro, estos países decidieron, contrariando el criterio de Vargas, condenar los ataques japoneses a los Estados Unidos y romper las relaciones diplomáticas con Alemania, Italia y Japón. Seguido a ello, los alemanes atacaron con submarinos a embarcaciones brasileñas, en represalia al fin de la neutralidad brasileña. 
Después del ataque con torpedos a las embarcaciones brasileñas, en 1942, el país le declaró la guerra a Alemania y a Italia. Seguido a la firma de un acuerdo entre Brasil y los Estados Unidos, por el cual el gobierno estadounidense se comprometía a financiar la construcción de la primera planta siderúrgica brasileña a cambio del permiso para la instalación de bases militares en la región noreste, más específicamente en Natal.
El 28 de enero de 1943, Vargas y el presidente estadounidense Franklin D. Roosevelt participaron en la Conferencia de Natal, donde se produjeron los primeros intentos de los que resultó la creación, en noviembre, de la Fuerza Expedicionaria Brasileña (FEB), cuyo primer escuadrón fue enviado, en julio de 1944, para combatir en Italia. En junio de 1945, se declaró la guerra al Japón.
Con la aproximación del fin de la Segunda Guerra Mundial, en 1945, las presiones en pro de la redemocratización se hacían más fuertes. A pesar de algunas medidas tomadas, como la definición de una fecha para las próximas elecciones (2 de diciembre), la amnistía, la libertad de organización partidaria, y el compromiso de hacer elegir una nueva Asamblea Constituyente, Getúlio Vargas fue depuesto el 29 de octubre de 1945, por un movimiento militar liderado por generales que componían su propio ministerio.

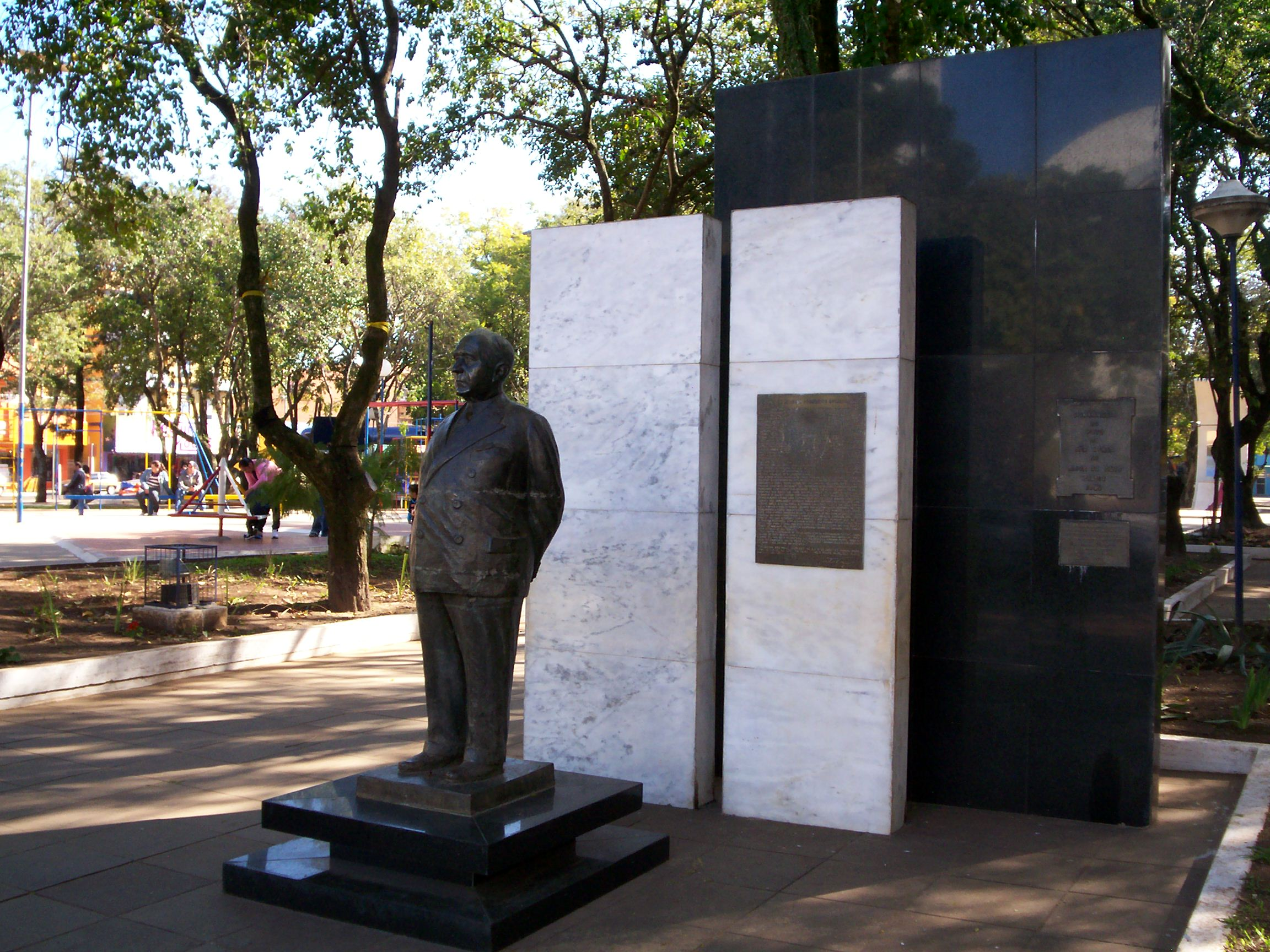
Monumento a Getúlio Vargas (São Borja).

### Miembros de sus gabinetes
En el transcurso de los quince años de mandatos ininterrumpidos, Vargas contó con la colaboración de numerosos estadistas (varios ocuparon más de una cartera), entre ellos:
- Aeronáutica: Joaquim Pedro Salgado Filho;
- Agricultura: Joaquim Francisco de Assis Brasil, Juarez Távora;
- Educación: Francisco Luís da Silva Campos;
- Guerra: Eurico Gaspar Dutra;
- Hacienda: Osvaldo Aranha,
- Justicia: Osvaldo Aranha, Francisco Campos;
- Marina: Isaías de Noronha;
- Relaciones Exteriores: Osvaldo Aranha;
- Trabajo: Lindolfo Collor;
- Transporte: Juarez Távora, José Américo de Almeida.

## El intervalo 1945-1950
Alejado del poder, Getúlio Vargas se retiró a su hacienda de São Borja, en Río Grande del Sur. Apoyó la candidatura del general Eurico Gaspar Dutra, que fue su ministro de Guerra durante todo el Estado Novo, a la presidencia de la República. En las elecciones para la Asamblea Nacional Constituyente de 1946, Getúlio Vargas fue elegido senador por dos Estados: Río Grande del Sur y São Paulo, por el Partido Trabalhista Brasileiro (PTB).
Por esta razón, fue también electo como representante en la Cámara de Diputados por siete estados: Río Grande del Sur, São Paulo, Distrito Federal, Río de Janeiro, Minas Gerais, Bahía y Paraná. Asumió su mandato en el Senado Federal como representante gaucho, y ejerció su mandato como senador durante el periodo 1946-1949.

## Gobierno Electo (1951-1954)

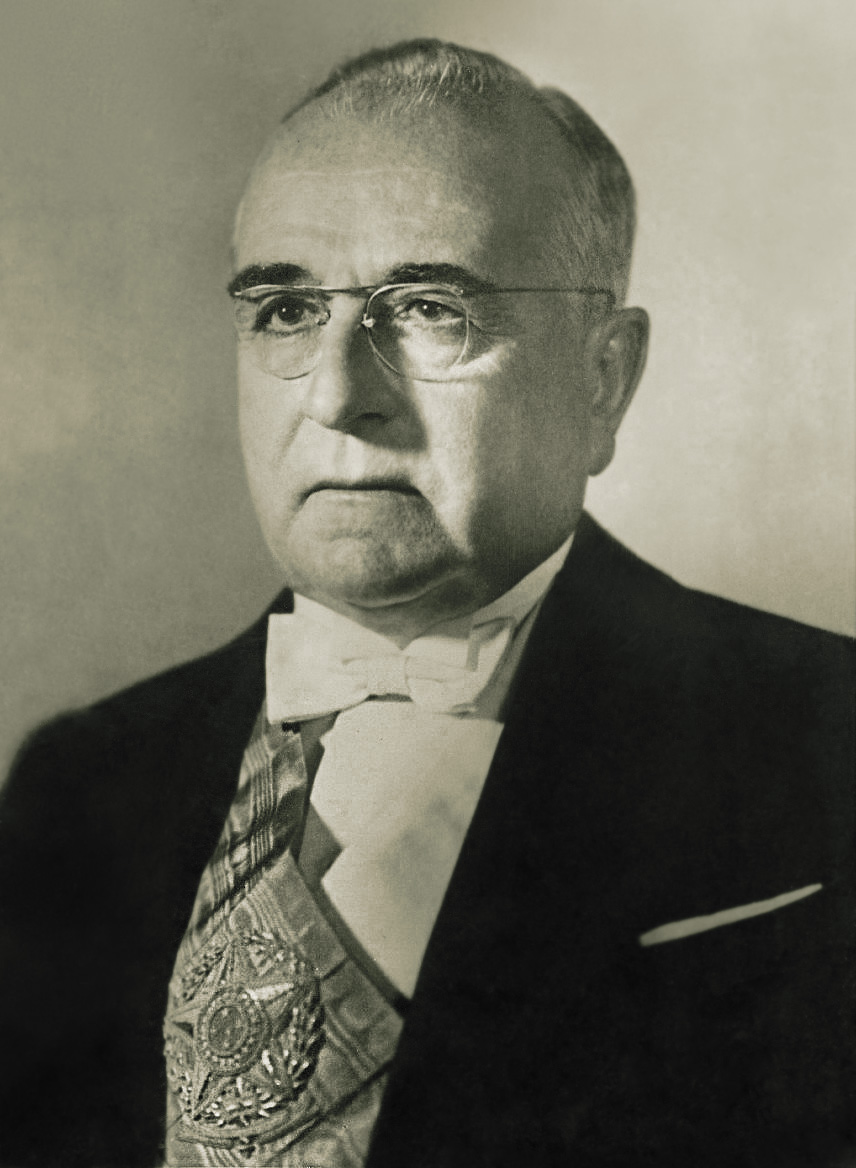
Vargas en enero de 1951.

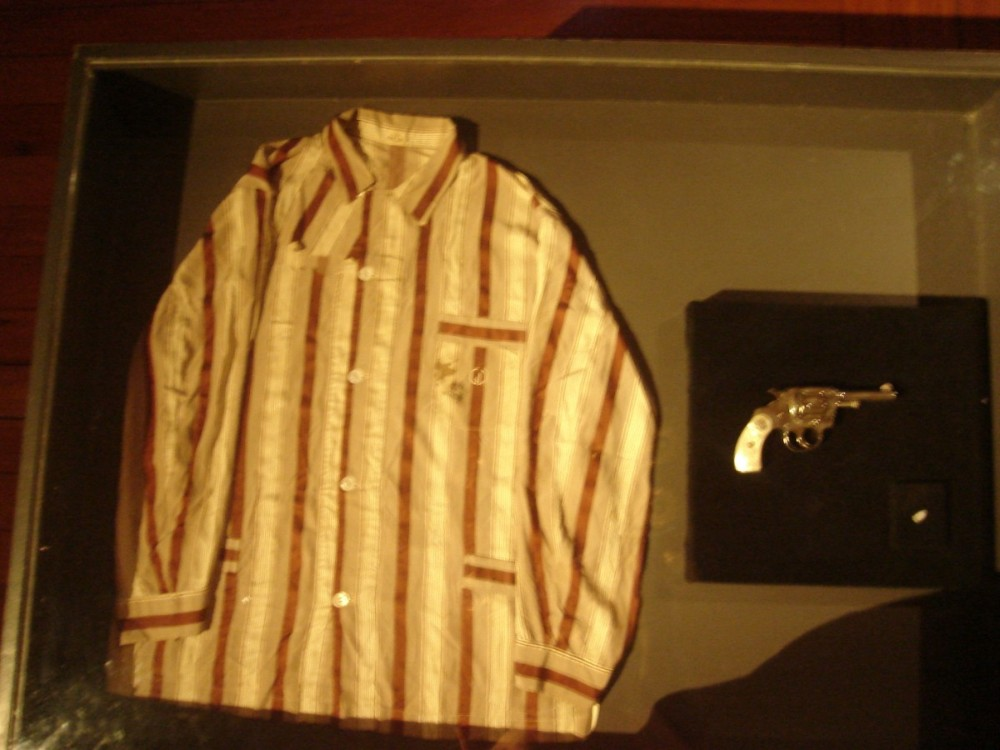
Vargas se suicidó disparándose en el corazón el 24 de agosto de 1954. El pijama que vestía y el revólver que usó están expuestos en el Museo de la República, en Río de Janeiro.

Getúlio Vargas fue elegido presidente el 3 de octubre de 1950, derrotando al UDN que tenía como candidato nuevamente a Eduardo Gomes, y el Partido Social Democrático (PSD), que tenía como candidato a Cristiano Machado, el cual abandonó y terminó apoyando a Vargas. Fundamental para su elección fue el apoyo del Gobernador de São Paulo Adhemar Pereira de Barros, que transfirió para Getúlio Vargas un millón de votos paulistas.
Tuvo un gobierno agitado con el "Manifiesto de los Coroneles" y el polémico aumento del salario mínimo en 100%. En este período, fueron creadas la Petrobrás y la Eletrobrás. 
Entre los ministros de su gabinete se destacaron Ciro do Espírito Santo Cardoso (Guerra), Horácio Lafer y Osvaldo Aranha (Hacienda), Nero Moura (Aeronáutica), Tancredo Neves (Justicia e Interior), João Neves da Fontoura (Relaciones Exteriores), João Goulart (Trabajo, Industria y Comercio) y José Américo de Almeida (Vialidad y Obras Públicas).
El 5 de agosto de 1954, un atentado a tiros de revólver mató al mayor de la aeronáutica Rubens Vaz y dejó herido al periodista Carlos Lacerda, creando una crisis política que llevó al suicidio de Getúlio Vargas en el Palacio de Catete (sede del poder ejecutivo de Brasil cuando Río de Janeiro era la capital del país), en extrañas circunstancias, el 24 de agosto. Se suicidó disparándose en el corazón.

## Legado histórico

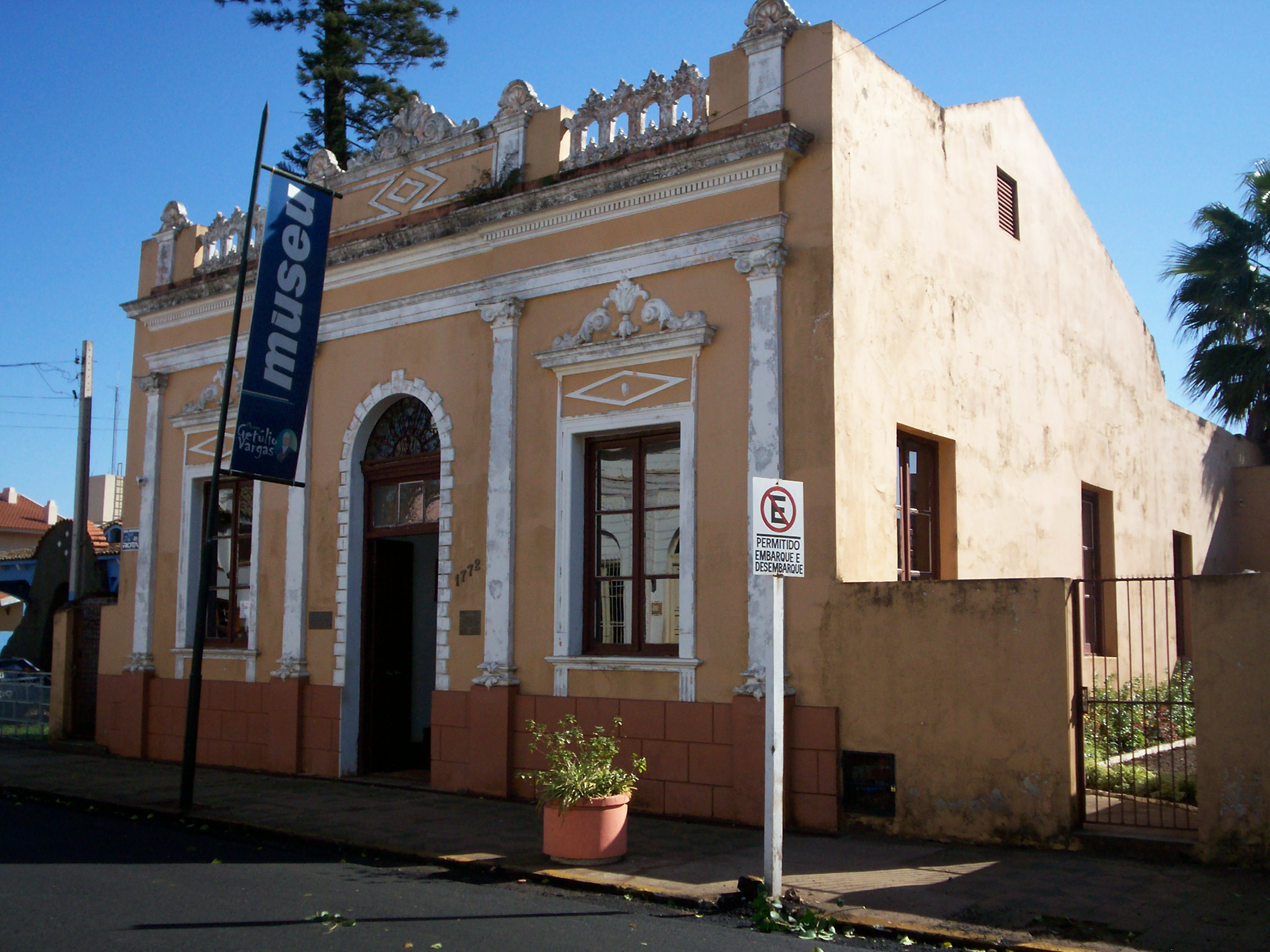
Casa natal de Getúlio Vargas (São Borja).

### «La nueva política del Brasil»
Gracias a Getúlio Vargas, los estados que hicieron la revolución de 1930 tomaron el control de la política nacional. Todos los presidentes de entre 1930 a 1964, fueron gaúchos o mineiros, de modo que, durante tal periodo, ejercieron los gobiernos de Café Filho, Nereu Ramos, Juscelino Kubitschek (entre 1956 y 1961) y, por último, Jânio Quadros. Así pues, los 50 años siguientes a la revolución de 1930, fueron mineiros y gauchos quienes ocuparon la presidencia de la república durante 46 años. 
Los partidos fundados por Getúlio Vargas Partido Social Democrático (PSD) (partido de los ex-interventores en el Estado Novo e intervencionista de la economía) y el antiguo Partido Trabalhista Brasileiro (PTB), dominaron la escena política desde 1946 hasta 1964. PSD, UDN y PTB, los mayores partidos políticos de aquel periodo, eran liderado por mineiros (PSD y UDN) y por gauchos (el PTB). Tres tenientes de 1930 llegaron a la presidencia: Castelo Branco, Médici y Geisel. Y el todavía exteniente Juarez Távora fue segundo en las elecciones presidenciales de 1955, el exteniente Eduardo Gomes, salió segundo en las de 1945 y 1950. Ambos candidatos de la UDN, lo que muestra también la influencia de los extenientes en la UDN, partido que tenía aún entre sus líderes al exteniente Juraci Magalhães.
El estilo consolidador de Getúlio Vargas fue incorporado como la manera de hacer política de los brasileños, y tuvo como su mayor adepto al exministro de Justicia de Vargas, Tancredo Neves, y su mayor momento en la gran alianza política se formó en torno a él, controlando la transición del Régimen militar hacia la democracia, en 1984-1985. El estilo del gobierno intentaba al mismo tiempo agradar a las élites y al proletariado, si bien no fue una creación getulista, aunque Getúlio Vargas tenía una personalidad típica del populismo. Esa alianza élite-proletariado se transformó típica en el Brasil, como la Alianza del PTB-PSD apoyada por el clandestino PCB entre los años 1946–1964, y actualmente con la alianza de PT-PP-PMDB-PL.
Getúlio Vargas fue el creador del populismo en el Brasil. A partir de 1946 hasta 1964, el populismo tomaría impulso, teniendo entre sus principales exponentes a Adhemar de Barros, Jânio Quadros y João Goulart. En los últimos años, el representante del populismo con mayor proyección fue Leonel Brizola del PDT. Actualmente, partidos con participación en la caída del régimen militar de 1964 (como el PMDB, el PT) y el PSDB, oriundo del PMDB, asumieron un papel fundamental en el juego político, al lado del PFL, heredero del UDN, y de los antiguos partidos de apoyo a los militares: ARENA y PDS.
La personalidad, típica del fascismo y del comunismo y la representación contra la izquierda y la derecha serían, según algunos, repetidas en la revolución de 1964, también llamada dictadura militar, implantada a partir de 1964 hasta 1985. La fuerte represión al comunismo después de la Intentona Comunista, por ejemplo, serían vueltas a poner en práctica por los militares en el régimen de 1964. El fantasma de las revoluciones comunistas inminentes se repetiría en 1964, aunque, en ese caso, se debe dar importancia a la posición internacional por la guerra fría.
Algunos sostienen que el suicidio de Getúlio Vargas fue causa del golpe militar de 1964. Se cree que la indignación contra las fuerzas de derecha (en la época representadas por Carlos Lacerda y el UDN) contribuyó al suicidio de Getúlio Vargas, impidiendo que los militares llegaran al poder ya en febrero de 1954 por ocasión del "Manifiesto de los Coroneles", o en agosto de 1954, cuando se esperaba la deposición de Vargas.

### La nueva economía del Brasil
La política sobre el trabajo llevada a cabo por Vargas generó polémicas aún hasta la actualidad, pues fue condenada como "paternalista" por intelectuales de izquierda, que acusaban a Vargas de usar pequeños beneficios reformistas para intentar anular la influencia de la izquierda sobre el proletariado, deseando transformar a la clase obrera en un sector bajo su control, y asumir el control del movimiento obrero de forma análoga a la "Carta del Lavoro" de Benito Mussolini.
Los defensores de Getúlio Vargas contraatacaban diciendo que en ningún otro momento de la historia de Brasil hubo avances comparables en los derechos de los trabajadores. Los exponentes máximos de esta posición fueron João Goulart y Leonel Brizola, siendo Brizola considerado el último heredero político del "Getulismo", o de la "Era Vargas", en el lenguaje de los brasilianistas.
La crítica de la derecha, y de los liberales, decían que estas leyes del trabajo perjudicarían a los trabajadores en el largo plazo porque aumentarían el llamado "costo Brasil", sobrecargando los costos de producción de muchas empresas, causando una inflación que destruiría los valores de los salarios, haciendo que las empresas brasileñas contrataran a menos trabajadores y se volviera difícil invertir en el Brasil. Así, según la crítica liberal, las leyes pro-trabajador generaron a largo plazo inflación y desempleo entre los trabajadores brasileños por muchos años.
El intervencionismo estatal en la economía iniciada por Getúlio Vargas solo creció con el pasar de los años, alcanzando su máximo esplendor en el gobierno del exteniente de 1930 Ernesto Geisel durante la dictadura militar de la década de 1970. Solamente a partir del gobierno de Fernando Collor a inicios de 1990 se comenzó a hacer un desmonte del Estado intervencionista.
Durante sesenta años, después de 1930, todos los ministros de la cartera económica del gobierno federal fueron favorables a la intervención del Estado en la economía brasileña, excepto Eugênio Gudin que desempeñó el cargo por 7 meses en 1954, y el dúo de Roberto Campos - Octávio Bulhões, por menos de tres años (1964-1967).

### Trabalhadores do Brasil
"Trabalhadores do Brasil", era la frase que usaba Getúlio Vargas para iniciar sus discursos. Y no solo en su discurso, la busca del bien de los trabajadores en su gobierno marcó un tiempo de cambios sociales célebres, en que los trabajadores parecieron ser el centro del escenario político nacional.

### Post mortem
En 2014, sesenta años después de su muerte, se estrenó la película Getúlio, dirigida por João Jardim. Narra los últimos diecinueve días de vida del presidente en el Palacio de Catete, durante la crisis que se produjo tras el atentado a la Vía Tonelero.

## Carta-testamento de Getúlio Vargas

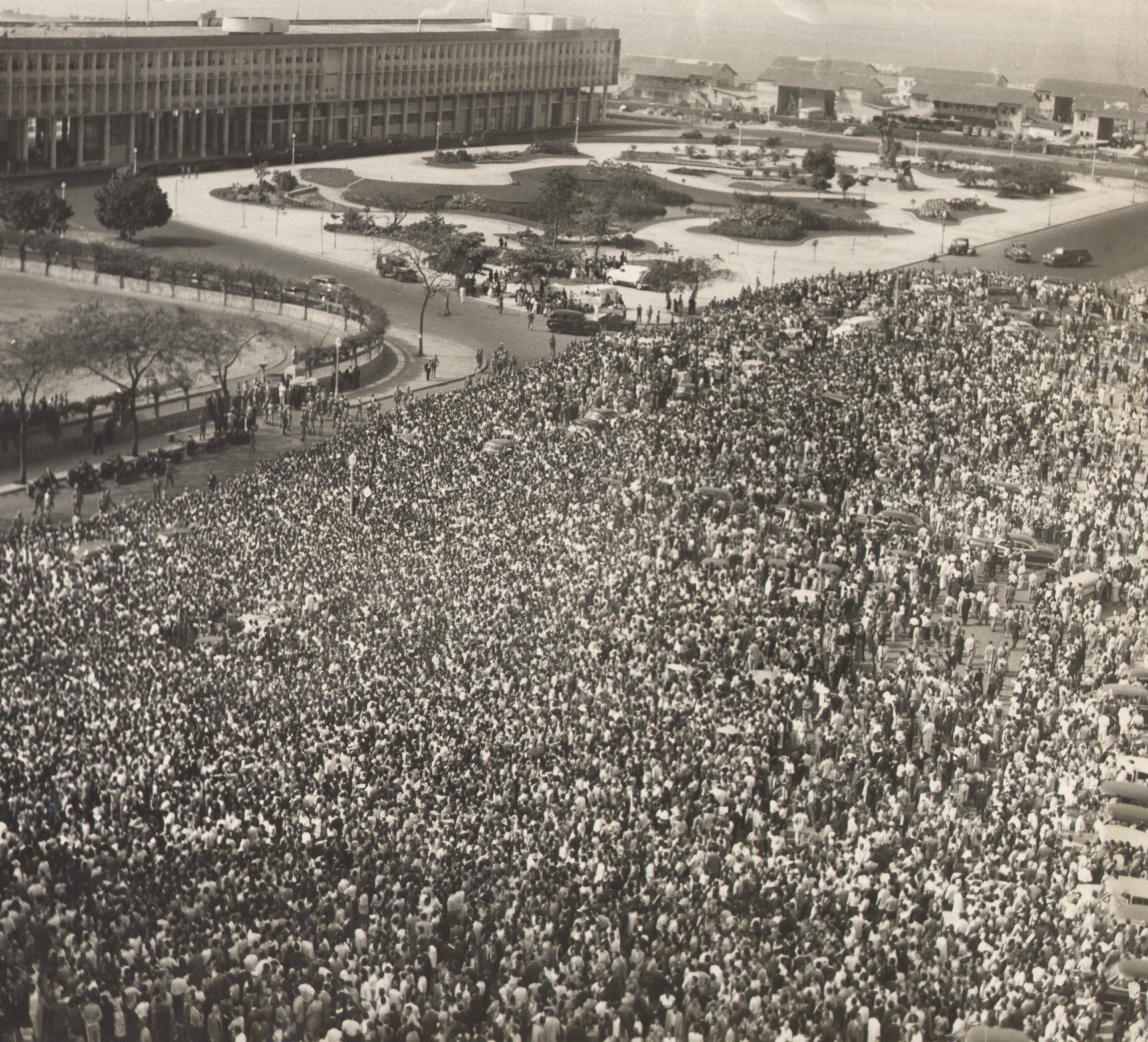
Traslado del cuerpo de Getúlio Vargas de Río de Janeiro para el entierro en São Borja, 1954. Archivo Nacional de Brasil.

(Traducción al español de la original en portugués)

Más de una vez las fuerzas y los intereses contra el pueblo se coordinaron y se desencadenaron sobre mí.

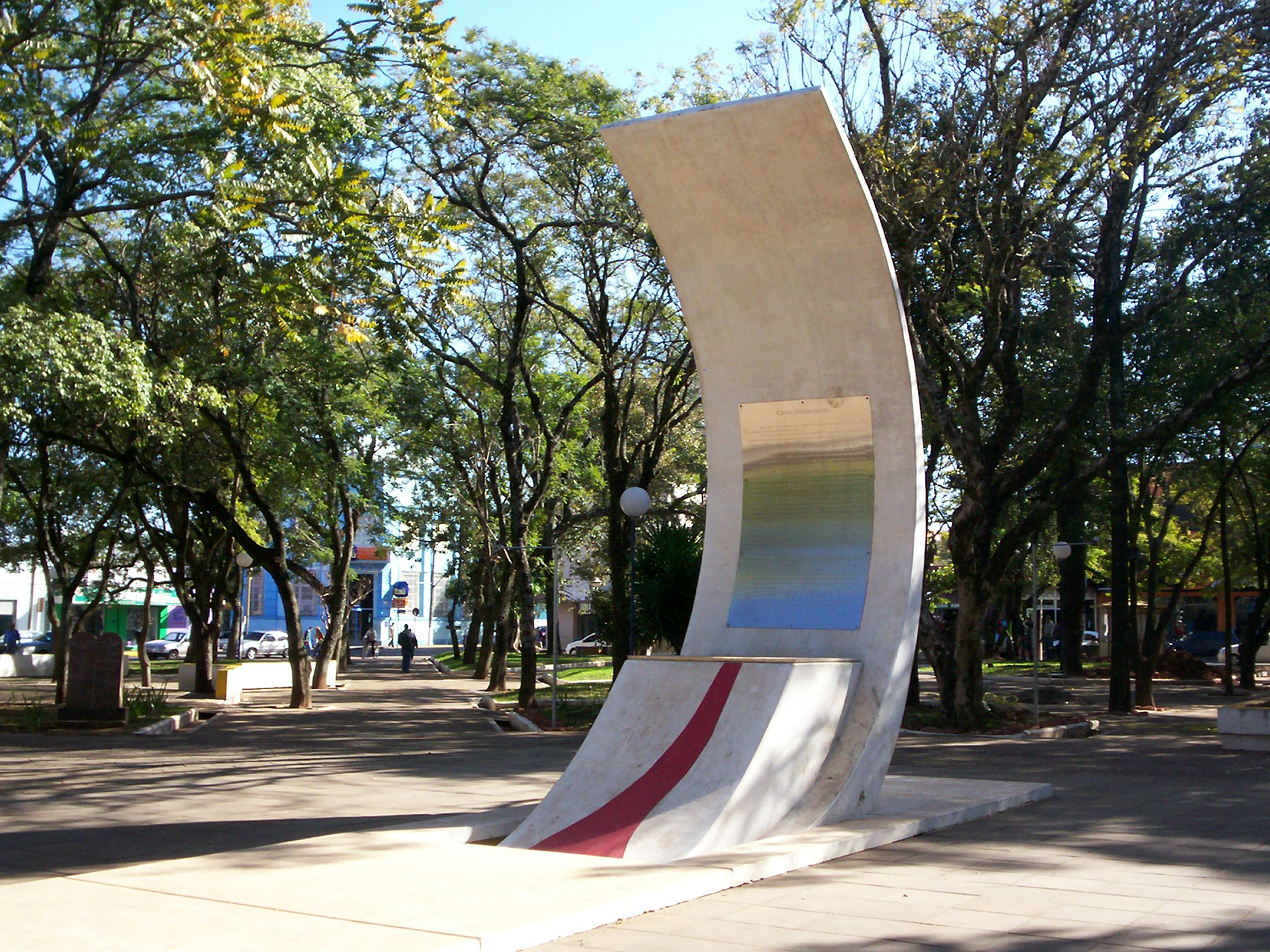
Mausoleo de Getúlio Vargas (Plaza XV de Novembro, São Borja).

No me acusan, me insultan; no me combaten, difaman de mí; y no me dan el derecho a defenderme. Necesitan apagar mi voz e impedir mi acción, para que no continúe defendiendo, como siempre defendí, al pueblo y principalmente a los humildes. Sigo lo que el destino me ha impuesto. Después de décadas de dominio y privación de los grupos económicos y financieros internacionales, me hicieron jefe de una revolución que gané. Comencé el trabajo de liberación e instauré el régimen de libertad social. Tuve que renunciar. Volví al gobierno en los brazos del pueblo.
La campaña subterránea de los grupos internacionales se alió con grupos nacionales revolucionarios contra el régimen de garantía del trabajo. La ley de trabajos extraordinarios fue interrumpida en el Congreso. Contra la Justicia de la revisión del salario mínimo se desencadenaron los odios. Quise crear la libertad nacional en la potencialización de nuestras riquezas a través de Petrobrás, mal comienza esta a funcionar cuando la ola de agitación crece. Eletrobrás fue obstaculizada hasta el desespero. No quieren que el pueblo sea independiente.
Asumí el gobierno dentro del espiral inflacionario que destruía los valores del trabajo. Las ganancias de las empresas extranjeras alcanzaban hasta el 500% al año. En las declaraciones de valores de lo que importábamos existían fraudes que constataban más de 100 millones de dólares al año. Vino la crisis del café, se valorizó nuestro principal producto. Intentamos defender su precio y la respuesta fue una violenta represión sobre nuestra economía al punto de vernos obligados a ceder.
Vengo luchando mes a mes, día a día, hora a hora, resistiendo la represión constante, incesante, soportando todo en silencio, olvidando y renunciando a todo dentro de mí mismo, para defender al pueblo que ahora se queda desamparado. Nada más les puedo dar a no ser mi sangre. Si las aves de rapiña quieren la sangre de alguien, quieren continuar chupando al pueblo brasileño, yo ofrezco en holocausto mí vida. Escojo este medio para estar siempre con ustedes. Cuando los humillaren, sentirán mi alma sufriendo a su lado. Cuando el hambre fuera a golpear sus puertas, sentirán en sus pechos la energía de lucha para ustedes y sus hijos. Cuando los desprecien, sentirán en mi pensamiento la fuerza para la reacción.
Mi sacrificio los mantendrá unidos y mi nombre será su bandera de lucha. Cada gota de mi sangre será una llama inmortal en su conciencia y mantendrá la vibración sangrada para resistir. Al odio respondo con perdón. Y a los que piensan que me derrotan respondo con mi victoria. Era un esclavo del pueblo y hoy me libro para la vida eterna. Pero este pueblo, de quien fue esclavo, no será más esclavo de nadie. Mi sacrificio quedará para siempre en sus almas y mi sangre tendrá el precio de su rescate.

Luché contra la privaciones en el Brasil. Luché con el pecho abierto. El odio, las infamias, la calumnia no abatirán mi ánimo. Les daré mi vida. Ahora les ofrezco mi muerte. Nada de temor. Serenamente doy el primer paso al camino de la eternidad y salgo de la vida para entrar en la historia.
Getúlio Vargas, 24 de agosto de 1954.